# HOXD12
HOXD12‏ (Homeobox D12) هوَ بروتين يُشَفر بواسطة جين HOXD12 في الإنسان.